# 迪姆罗特重排反应
迪姆罗特重排反应（德語：Dimroth-Umlagerung）最早指1,2,3-三唑经过重排，其环内与环外氮原子发生交换。
这个反应由德国化学家奥托·迪姆罗特在1909年发现，迪姆罗特重排一词最早在1963年出现。
其过程为三唑开环，得到重氮中间体，然后C-C键旋转，发生1,3-质子迁移，并关环。 
R=苯基时，底物在沸吡啶中反应24小时，完成转化。
后来发现这个重排反应广泛存在于含有环外杂原子的杂环之中。例如某些1-烃基-2-亚氨基嘧啶也可发生迪姆罗特重排，首先嘧啶环与水加成，生成半胺醛（hemiaminal），然后开环，最后用环外亚氨基与羰基缩合，完成交换。